# Frederika
Frederika is een meisjesnaam, de afgeleid is van de Germaanse jongensnaam Frederik. De betekenis is „machtige door vrede” of „machtige beschermer”, van frede- (vrede, bescherming) en -rijk (machtig). De naam Frederica kwam eind 17e, begin 18e eeuw in Europa op.

## Bekende naamdraagsters
- Frederika Buwalda (1984), Nederlandse langebaanschaatsster

## Varianten en populariteit
| naam         | antaal in NL 2010 |
| ------------ | ----------------- |
| • Frederika  | 22.723            |
| • Frederica  | 4236              |
| • Frederique | 4105              |
| • Frederike  | 3055              |
| • Fredrika   | 2551              |
| • Frédérique | 2403              |
| • Frederieke | 1528              |
| • Frederiek  | 972               |
| • Freerkje   | 350               |